# Ranunculus hybridus
Il ranuncolo ibrido (Ranunculus hybridus Biria, 1811) è una pianta d'alta quota appartenente alla famiglia delle Ranunculaceae.

## Etimologia
Il nome generico (Ranunculus), passando per il latino, deriva dal greco Batrachion, e significa “rana” (è Plinio scrittore e naturalista latino, che c'informa di questa etimologia) in quanto molte specie di questo genere prediligono le zone umide, ombrose e paludose, habitat naturale degli anfibi. L'epiteto specifico (hybridus) deriva dalla lingua latina (= ibrido/misto); probabilmente è una specie intermedia tra altre specie dello stesso genere.

## Descrizione
Sono piante perenni, erbacee terrestri poco alte (mediamente da 5 a 8 cm). Da un punto di vista biologico sono definite geofite rizomatose (G rhiz). Le geofite sono piante che portano le gemme in posizione sotterranea. Durante la stagione avversa non presentano organi aerei e le gemme si trovano in organi sotterranei come rizomi o tuberi (in questo caso). Un fusto sotterraneo dal quale, ogni anno, si dipartono radici e fusti aerei. Questi vegetali sono fondamentalmente glabri, di aspetto glauco e privi di cellule oleifere.

### Radici
Le radici sono secondarie da rizoma; consistono in tuberetti di colore chiaro. Dimensione delle radici: larghezza 2 – 3 mm; lunghezza 5 – 20 cm.

### Fusto
- Parte ipogea: la parte sotterranea consiste in un breve tubero.
- Parte epigea: i fusti di queste piante sono ascendenti a portamento sinuoso. Alla base sono arrossati.

### Foglie

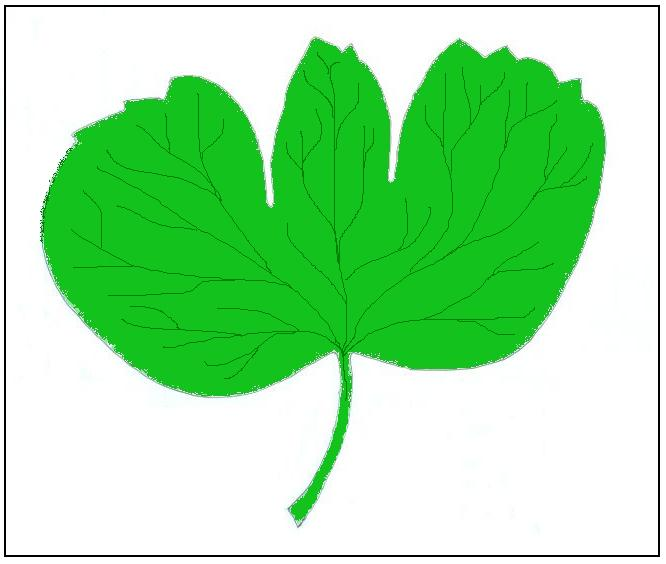
Foglia basale

- Foglie basali: le foglie basali sono poche (1 – 2), picciolate, con margini lobati (3 segmenti) e dentellate solamente nella parte apicale; le incisioni arrivano a 1/3 – 1/6 della lamina, il cui contorno è ellissoide-circolare o anche reniforme. Dimensione delle foglie basali: larghezza 2 – 3 cm; lunghezza 1 – 1,5 cm. Lunghezza del picciolo: 2 – 4 cm.
- Foglie cauline: le foglie superiori lungo il fusto sono disposte in modo alterno, senza stipole e sono progressivamente ridotte (anche i piccioli sono più brevi). Anche le foglie cauline sono divise profondamente (3 - forcate), mentre i lobi sono strettamente lanceolati (quasi lacinie). Quelle superiori sono sessili. Dimensione delle foglie cauline: larghezza 2 – 5 mm; lunghezza 15 mm.

### Infiorescenza
L'infiorescenza è composta da pochi (1 o 2) fiori terminali e solitari (uno per ogni peduncolo).

### Fiore
I fiori sono ermafroditi, emiciclici, attinomorfi. I fiori sono di tipo molto arcaico anche se il perianzio(o anche più esattamente il perigonio) di questo fiore è derivato dal perianzio di tipo diploclamidato (tipico dei fiori più evoluti), formato cioè da due verticilli ben distinti e specifici: sepali e petali. Il ricettacolo (supporto per il perianzio) è glabro. Diametro dei fiori: 10 – 15 mm.
- Formula fiorale: per queste piante viene indicata la seguente formula fiorale:

* K 5, C 5, A molti, G 1-molti  (supero), achenio
- Calice: il calice è formato da 5 sepali carenati, gialli sopra e verdastri sul dorso a disposizione embricata e a portamento patente. In realtà i sepali sono dei tepali sepaloidi[6]. Dimensione dei sepali: larghezza 2 mm; lunghezza 4,5 mm.
- Corolla: la corolla è composta da 5 petali di colore giallo-chiaro; la forma è “cuoriforme” o obovata; alla base dal lato interno è presente una fossetta nettarifera (= petali nettariferi di derivazione staminale). In effetti anche i petali della corolla non sono dei veri e propri petali: potrebbero essere definiti come elementi del perianzio a funzione vessillifera[7]. Dimensione dei petali: larghezza 5 mm; lunghezza 7 mm.
- Androceo: gli stami, inseriti a spirale nella parte bassa sotto l'ovario, sono in numero indefinito e comunque più brevi dei sepali e dei petali; la parte apicale del filamento è lievemente dilatata sulla quale sono sistemate le antere bi-logge, di colore giallo a deiscenza laterale. Al momento dell'apertura del fiore le antere sono ripiegate verso l'interno, ma subito dopo, tramite una torsione, le antere si proiettano verso l'esterno per scaricare così il polline lontano dal proprio gineceo evitando così l'autoimpollinazione. Il polline è tricolpato (caratteristica tipica delle Dicotiledoni).
- Gineceo: l'ovario è formato da diversi carpelli liberi uniovulari; sono inseriti a spirale sul ricettacolo; gli ovuli sono eretti e ascendenti. I pistilli sono apocarpici (derivati appunto dai carpelli liberi).
- Fioritura: da giugno ad agosto

### Frutti
I frutti (un aggregato poliachenio) sono degli acheni indeiscenti a forma discoide (compressi ai lati); sono molto numerosi e con un piccolo becco (o rostro) apicale ricurvo. Ogni achenio contiene un solo seme. Insieme formano una testa sferica posta all'apice del peduncolo fiorale. Lunghezza degli acheni: 2 – 3 mm.

## Riproduzione
La riproduzione di questa pianta avviene per via sessuata grazie all'impollinazione degli insetti pronubi (soprattutto api) in quanto è una pianta provvista di nettare (impollinazione entomogama). La dispersione dei semi è prevalentemente di tipo zoocoria.

## Distribuzione e habitat

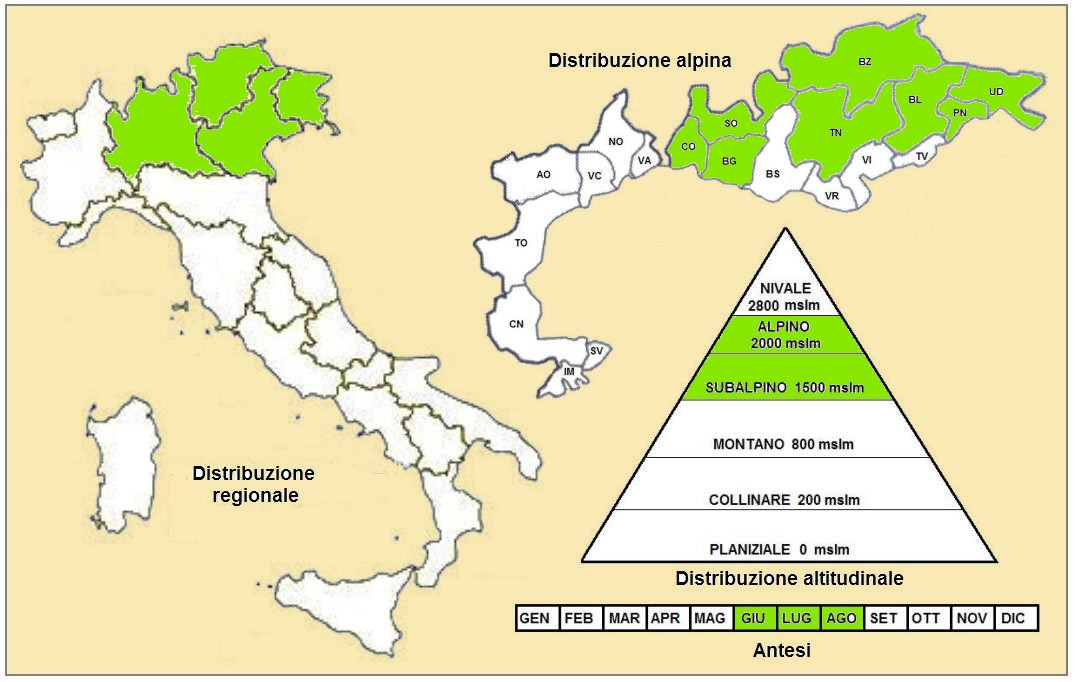
Distribuzione della pianta

- Geoelemento: il tipo corologico (area di origine) è Endemico – Est Alpico.
- Distribuzione: in Italia questo ranuncolo si trova solamente nelle Alpi orientali (province: CO SO BG BZ TN BL UD). Fuori dall'Italia si trova in Slovenia e in Austria (sempre nelle zone alpine) e nelle Alpi Dinariche.
- Habitat: l'habitat tipico di questa pianta sono i pascoli alpini (praterie rase alpine e subalpine); ma anche sui ghiaioni, nelle zone moreniche e pietraie in genere. Il substrato preferito è calcareo con pH neutro-basico, bassi valori nutrizionali del terreno che deve essere mediamente secco.
- Distribuzione altitudinale: sui rilievi queste piante si possono trovare da 1800 a 2600 m s.l.m.; frequentano quindi i seguenti piani vegetazionali: subalpino e alpino.

### Fitosociologia
Dal punto di vista fitosociologico la specie di questa voce appartiene alla seguente comunità vegetale:
Formazione: delle comunità delle praterie rase dei piani subalpino e alpino con dominanza di emicriptofite
Classe: Elyno-Seslerietea variae
Ordine: Seslerietalia variae
Alleanza: Seslerion variae

## Tassonomia
Il genere Ranunculus è un gruppo molto numeroso di piante comprendente oltre 400 specie originarie delle zone temperate e fredde del globo, delle quali quasi un centinaio appartengono alla flora spontanea italiana. La famiglia delle Ranunculaceae invece comprende oltre 2500 specie distribuite su 58 generi. 

Le specie spontanee della nostra flora sono suddivise in tre sezioni (suddivisione a carattere pratico in uso presso gli orticoltori organizzata in base al colore della corolla): Xanthoranunculus – Batrachium – Leucoranunculus. La specie Ranunculus hybridus appartiene alla prima sezione (Xanthoranunculus) caratterizzata dall'avere la corolla gialla. Un'altra suddivisione, che prende in considerazione caratteristiche morfologiche ed anatomiche più consistenti, è quella che divide il genere in due sottogeneri (o subgeneri), assegnando il Ranunculus hybridus al subgenere Ranunculus, caratterizzato da piante con fusti eretti (e quindi forniti di tessuti di sostegno), peduncoli dell'infiorescenza eretti alla fruttificazione, lamina fogliare ben sviluppata e petali gialli (o bianchi).

Il numero cromosomico di R. hybridus è: 2n = 16

### Sinonimi
Questa entità ha avuto nel tempo diverse nomenclature. L'elenco che segue indica alcuni tra i sinonimi più frequenti:
- Ranunculus pseudothora Host
- Ranunculus phtora Crantz

### Specie simili
Il carattere distintivo di questa specie è la forma delle foglie molto particolare. Solo alcune specie di ranuncolo possono essere confuse con la pianta di questa voce:
- Ranunculus thora L. - Ranuncolo erba-tora: è un po' più grande e le foglie sono dentate più finemente.
- Ranunculus monspeliacus L. - Ranuncolo di Montpellier: il fusto raggiunge i 50 cm; le foglie sono più profondamente divise e vive a quote più basse e solamente nella parte occidentale delle Alpi.
- Ranunculus brevifolius Ten. - Ranuncolo a foglie brevi: è presente solamente negli Appennini centrali.

## Usi
Queste piante contengono l'anemonina; una sostanza particolarmente tossica per animali e uomini. Infatti gli erbivori brucano le foglie di queste piante con molta difficoltà e solamente dopo una buona essiccazione (erba affienata) che fa evaporare le sostanze più pericolose. Anche le api evitano di bottinare il nettare dei “ranuncoli”. Sulla pelle umana queste piante possono creare delle vesciche (dermatite); mentre sulla bocca possono provocare intenso dolore e bruciore alle mucose.